# Tamires Morena Lima
Tamires Morena Lima de Araújo (Rio de Janeiro, 16 mei 1994) is een handbalster uit Brazilië, die haar vaderland vertegenwoordigde bij de Olympische Spelen 2016 in haar geboortestad Rio de Janeiro. Daar eindigde ze met Brazilië op de vijfde plaats in de eindrangschikking. Haar zus Monique Morena Lima is Braziliaans kampioen gewichtheffen en nam deel aan de wereldkampioenschappen in 2013.
1.  Katrine Lunde ·
3.  Jana Knedlíková ·
5.  Heidi Løke ·
7.  Tamires Morena Lima ·
8.  Anna Sen ·
10.  Susann Müller ·
11. Dorina Korsós ·
12. Orsolya Herr ·
13. Anita Görbicz ·
14. Anikó Kovacsics ·
15.  Macarena Aguilar ·
18.  Eduarda Amorim ·
21. Szimonetta Planéta ·
22. Adrienn Orbán ·
24. Ivett Szepesi ·
30.  Vesna Milanović-Litre ·
31. Ágnes Hornyák ·
33. Bernadett Bódi ·
77. Kyra Csapó ·
85.  Kari Aalvik Grimsbø (vanaf 2015/02) ·
87.  Jelena Grubišić ·
Coach:  Ambros Martín

Resultaten: 2e plaats Nemzeti Bajnokság I – winnaar Magyar Kupa – 1/4 finale EHF Champions League